# جويسئة خضراء الأزهار
جويسئة خضراء الأزهار (الاسم العلمي: Galium viridiflorum ) ينتمي إلى الفصيلة الفوية. ينتشر في إسبانيا والمغرب.

## الوصف
يبلغ ارتفاعه الأقصى 80 سم